# كاتارزينا وجسيك
كاتارزينا وجسيك (بالبولندية: Katarzyna Wójcik)‏ هي رياضية خماسي بولندية، ولدت في 31 مارس 1983.

## وصلات خارجية
- كاتارزينا وجسيك على موقع أوليمبيديا (الإنجليزية)
- كاتارزينا وجسيك على موقع اللجنة الأولمبية البولندية (مؤرشف) (البولندية)